# Pelidnota lucida
Pelidnota lucida är en skalbaggsart som beskrevs av Hermann Burmeister 1844. Pelidnota lucida ingår i släktet Pelidnota och familjen Rutelidae. Inga underarter finns listade i Catalogue of Life.